# Рулл, Петер
Петер Аугустус Рулл (эст. Peter Augustus Rull; 17 ноября 1922, Эстония — 5 января 2014) — гонконгский спортивный стрелок. Участник летних Олимпийских игр 1960, 1964, 1968, 1972 и 1976 годов.

## Биография
Петер Рулл родился 17 ноября 1922 года в Эстонии.
Работал судебным приставом и тренером по стрельбе в отделе особого назначения полиции Гонконга.
В 1960 году вошёл в состав сборной Гонконга на летних Олимпийских играх в Риме. В стрельбе из мелкокалиберной винтовки лёжа с 50 метров занял 36-е место, набрав 576 очков и уступив 14 очков завоевавшему золото Петеру Конке из ОГК.
В 1964 году вошёл в состав сборной Гонконга на летних Олимпийских играх в Токио. В стрельбе из мелкокалиберной винтовки лёжа с 50 метров занял 70-е место, набрав 571 очко и уступив 26 очков завоевавшему золото Ласло Хаммерлю из Венгрии. В стрельбе из мелкокалиберной винтовки с трёх позиций с 50 метров занял 49-е место, набрав 1047 очков и уступив 117 очков победителю Лоунсу Уиггеру из США.
В 1968 году вошёл в состав сборной Гонконга на летних Олимпийских играх в Мехико. В стрельбе из мелкокалиберной винтовки лёжа с 50 метров занял 71-е место, набрав 582 очка и уступив 16 очков завоевавшему золото Яну Курке из Чехословакии.
В 1972 году вошёл в состав сборной Гонконга на летних Олимпийских играх в Мюнхене. В стрельбе из мелкокалиберной винтовки лёжа с 50 метров занял 83-е место, набрав 582 очка и уступив 17 очков победителю Ли Хо Чжуну из КНДР. Был знаменосцем сборной Гонконга на церемонии открытия Олимпиады.
В 1976 году вошёл в состав сборной Гонконга на летних Олимпийских играх в Монреале. В стрельбе из мелкокалиберной винтовки лёжа с 50 метров поделил 41-46-е места, набрав 586 очков и уступив 13 очков завоевавшему золото Карлхайнцу Смишеку из ФРГ.
Шесть раз участвовал в Играх Содружества, в последний раз — в 1994 году в Виктории, после чего завершил международные выступления.
Умер 5 января 2014 года.

## Семья
Сын — Петер Рулл-младший (род. 1945), гонконгский спортивный стрелок. Участник летних Олимпийских игр 1984 года.